# Национално знаме на Кабо Верде
Националното знаме на Кабо Верде е прието на 22 септември 1992 година. Знамето е съставено от пет различни по големина ивици в синьо, бяло, червено, бяло и синьо. Белите и червената са значително по-малки от сините и върху тях има 10 златни звезди, подредени в кръг.
Синият цвят символизира морето и небето, бялата и червената лента бележат пътя към независимостта на страната, бялата означава мир, а червената усилия. Десетте звезди изобразяват островите на страната.

## Знаме през годините
- (1975 – 1992)

### Прилики
- Флаг на ЕС